# Jeremiah Nanai

a Compétitions nationales et continentales officielles uniquement.

b Matchs officiels uniquement.
Jeremiah Nanai, né le 18 février 2003 à Henderson (Nouvelle-Zélande), est un joueur australien d'origine samoane de rugby à XIII  évoluant au poste de deuxième ligne dans les années 2020.
Après une première partie de l'enfance passée en Nouvelle-Zélande, il part avec sa famille en Australie à l'âge de dix ans. Espoir du rugby à XIII, il est rapidement remarqué et les North Queensland Cowboys le font signer un contrat rapidement. Il dispute avec ces derniers la National Rugby League à partir de la saison 2021.
En 2022, il dispute et remporte State of Origin 2022 et 2023 avec le Queensland puis la Coupe du monde 2021 disputée en 2022 avec l'Australie. En 2024, il décide de répondre positivement à la sélection des Samoa.

## Palmarès
- Collectif : 
  - Vainqueur de la Coupe du monde : 2022 (Australie).
  - Vainqueur du State of Origin : 2022 et 2023 (Queensland).

### Détails en club
| 2021 | North Queensland | NRL | 15e          | 4  | 4  | 1  | - | - |      |           |   |   |   |   |   |    |   |   |   |   |   |
| 2022 | North Queensland | NRL | Finale prél. | 23 | 68 | 17 | - | - | 2022 | Vainqueur | 3 | - | - | - | - | CM | 2 | 8 | 2 | - | - |
| 2023 | North Queensland | NRL | 11e          | 13 | 24 | 6  | - | - | 2023 | Vainqueur | 2 | 4 | 1 | - | - |    |   |   |   |   |   |
| 2024 | North Queensland | NRL | 2e tour      | 23 | 52 | 13 | - | - | 2024 | Perdant   | 3 | 4 | 1 | - | - |    | 2 | 4 | 1 | - | - |
| 2025 | North Queensland | NRL |              | 4  | -  | -  | - | - |      |           |   |   |   |   |   |    |   |   |   |   |   |